# Гроза (Гомельский район)
Гроза (бел. Граза́) — посёлок в составе Зябровского сельсовета Гомельского района Гомельской области Республики Беларусь. 

## География

### Расположение
В 16 км на юго-восток от Гомеля и в 2 км от железнодорожной станции Зябровка на линии Гомель—Тереховка.

## Транспортная система
Транспортная связь по просёлочной, а затем по автомобильной дороге Зябровка — Гомель.
В этой деревне 19 жилых домов (2004 год). Планировка из 2 коротких, широтных улиц. Застройка двухсторонняя. Жилые дома деревянные, усадебного типа.

### Улицы
- 8 Марта
- Пушкина

## История
Основан в начале XX века переселенцами с соседних деревень. В 1926 году в посёлке работало отделение связи, в составе Логойского сельсовета Носовичского района Гомельского округа. В 1931 году организован колхоз.
Во время Великой Отечественной войны на фронтах погибли 19 жителей посёлка.
В 1959 году в составе элитсеменхоза «Гомельская» с центром в деревне Климовка.

## Население

### Численность
- 2004 год — 19 дворов, 25 жителей.

### Динамика
- 1926 год — 55 дворов, 257 жителей.
- 1959 год — 219 жителей (согласно переписи).
- 2004 год — 19 дворов, 25 жителей.

## Известные уроженцы
- Данильченко, Анатолий Борисович (1940—2001) — советский и российский писатель.